# Baldovinești
Baldovinești là một xã thuộc hạt Olt, România. Dân số thời điểm năm 2002 là 3447 người.